# Saint-Gilles, Ille-et-Vilaine
Saint-Gilles (tiếng Breton: Sant-Jili-Roazhon, Gallo: Saent-Jill) là một xã của tỉnh Ille-et-Vilaine, thuộc vùng Bretagne, miền tây bắc nước Pháp.

## Dân số
Người dân ở Saint-Gilles được gọi là Saint-Gillois.
| Năm | 1962 | 1968 | 1975 | 1982 | 1990 | 1999 |
| --- | ---- | ---- | ---- | ---- | ---- | ---- |
| Dân số | 1114 | 1137 | 1916 | 2808 | 3059 | 3463 |
| From the year 1962 on: No double counting—residents of multiple communes (e.g. students and military personnel) are counted only once. |      |      |      |      |      |      |